# نزف ما قبل الولادة
النزيف ما قبل الولادة أو النزيف قبل الولادة (بالإنجليزية: antepartum haemorrhage)‏ هو النزيف الذي قد يحدث من الأعضاء التناسلية أثناء الحمل بداية من الأسبوع 28 (أو من الأسبوع ال 20) من العمر الحملي إلى اكتمال أجل الحمل.
ويمكن أن يصاحبه انخفاض في وزن الجنين المولود.
فيما يتعلق بالعلاج، فإن نزيف ما قيل الولادة ينبغي اعتباره حالة طبية طارئة (بغض النظر عما إذا كان هناك ألم) وينبغي التماس العناية الطبية فورا، كما أنه لو ترك دون علاج فإنه يمكن أن يؤدي إلى وفاة الأم و/ أو الجنين.

## الأسباب
- أسباب نزيف المشيمة
  - مصدر الدم من الأم
    - الظهور الدموي (العرض الدموي) - السبب الحميد الأكثر شيوعا
    - انفصال المشيمة المبكر - السبب المرضي الأكثر شيوعا
    - المشيمة المنزاحة - ثاني أكثر الأسباب المرضية شيوعا

  - مصدر الدم من الجنين (يمكن التميز بين دم الأم والطقل عن طريق اختبار التمسخ بالقلوي)
    - أوعية متقدمة - غالبا ما يكون من الصعب تشخيصها، وغالبا ما يؤدي إلى موت الجنين
- تمزق الرحم
- النزيف من الجهاز التناسلي السفلي
  - نزيف عنق الرحم - التهاب عنق الرحم، سرطان عنق الرحم، سليلة عنق الرحم
  - النزيف من المهبل نفسه - جروح، أورام
- أنواع أخرى من النزيف يمكن الخلط بينها وبين النزيف المهبلي
  - النزيف من الشرج - مثل البواسير
  - نزيف المسالك البولية